# Marseniopsis sharonae
Marseniopsis sharonae är en snäckart som först beskrevs av Willett 1939.  Marseniopsis sharonae ingår i släktet Marseniopsis och familjen Lamellariidae. Inga underarter finns listade i Catalogue of Life.